# Winwick (Northamptonshire)
Winwick – wieś w Anglii, w hrabstwie Northamptonshire, w dystrykcie (unitary authority) West Northamptonshire. Leży 19 km na północny zachód od miasta Northampton i 115 km na północny zachód od Londynu.